# Директива про тютюнові вироби
Директива про тютюнові вироби (TPD) або Європейська директива про тютюнові вироби (EUTPD) (2014/40/EU) — директива Європейської Унії, яка встановлює обмеження на продаж і маркетинг тютюну та пов'язаних з ним виробів у ЄУ. TPD має на меті покращити функціонування внутрішнього ринку тютюнових та супутніх виробів, забезпечуючи при цьому високий рівень захисту здоров'я європейських громадян. За пропозицією Європейської Комісії Директива набула чинности 19 травня 2014 року та почала застосовуватися в державах-членах ЄУ 20 травня 2016 року.
Ця директива поширюється на виробництво, презентацію та продаж пов'язаних з тютюном виробів, включаючи сигарети, тютюн для самокруток, люльковий тютюн, сигари, сигарилли, бездимний тютюн, електронні сигарети та трав'яні продукти для куріння. Щоб вирішити цю ситуацію, Європейська Унія та її держави-члени вжили різноманітних заходів щодо контролю над тютюном у формі законодавства, рекомендацій та інформаційних кампаній. Націлювання на покращення функціонування внутрішнього ринку тютюнових та супутніх виробів. Наступні правила регулюють аспекти продажу тютюну та вимагають від тютюнової промисловости подавати державам-членам детальні звіти про інгредієнти, які використовуються в тютюнових виробах (включаючи попередження про здоров'я, які з'являються на упаковках тютюну та супутніх виробів). Попередження про шкоду для здоров'я повинні бути точно вказані на 65 % упаковки продукту. Це стосується передньої та задньої сторін пачок сигарет і тютюну для самокруток, а також малих контейнерів для певних тютюнових виробів. Ця директива забороняє всі рекламні та оманливі сектори тютюнових виробів, водночас запроваджуючи відстеження та відстеження по всій ЄУ для запобігання незаконній торгівлі тютюновими виробами; дозволяючи державам-членам забороняти інтернет-продаж пов'язаних з тютюном виробів. Встановлює вимоги щодо безпеки та якости для споживача електронних сигарет і змушує виробників запитувати буквально тютюнові вироби перед розміщенням їх на ринку ЄУ. Для огляду політики щодо Директиви про тютюнові вироби: регулювання тютюнових виробів на ринку ЄУ (наприклад, пакування, маркування та інгредієнти), обмеження реклами тютюнових виробів, створення середовища, вільного від тютюнового диму, податкові заходи та заходи проти нелегальної торгівлі, а також кампанії по боротьбі з курінням.

## Вимоги
Прийняття та імплементація нової директиви сприятиме обмеженню місткости заправних місткостей для електронних сигарет до 2 мл, а максимального об'єму нікотиновмісних рідин для продажу в одному контейнері для заправки — до 10 мл. Вміст нікотину в рідинах не повинен перевищувати 20 мг/мл, а продукти, що містять нікотин, та їхнє пакування повинні бути захищеними від несанкціонованого втручання та не піддаватися впливу дітей. Новий регламент забороняє використання певних інгредієнтів, зокрема таурину, барвників і кофеїну, а також передбачає обов'язкове використання нового маркування та попереджувальних знаків на упаковці. Нові правила вимагають, щоб продаж усіх рідин для електронних сигарет та е-рідин здійснювався після повідомлення Агентства з регулювання лікарських засобів та виробів медичного призначення (MHRA) у випадку Сполученого Королівства (Великобританія). У Великій Британії ТПД було впроваджено через Акт про регулювання тютюну та супутніх товарів 2016 року, який також визначив виробників електронних сигарет. Згідно з визначенням, виробники електронних сигарет — це будь-які суб'єкти господарювання, які виробляють, імпортують або ребрендують будь-які тютюнові вироби для перепродажу. Згідно з новими правилами, виробники зобов'язані надавати відповідним органам влади всю необхідну інформацію про свою продукцію до MHRA.

## Примусове виконання та співпраця
Нова директива усвідомлювала той факт, що її успіх залежав від співпраці всіх держав-членів, які були учасниками її імплементації у своїх різноманітних юрисдикціях і стосувалися їхніх внутрішніх положень і законів. Від усіх держав-членів вимагалося забезпечити, щоб усі виробники та імпортери тютюну та пов'язаних із ними виробів надавали правильну інформацію відповідним органам у встановлені терміни. Зобов'язання щодо надання такої інформації було покладено в першу чергу на виробників та імпортерів усіх тютюнових виробів та пов'язаних із ними виробів до відповідних органів. Держави-члени повинні були забезпечити відповідність тютюну та пов'язаних з ним виробів вимогам нових директив, у разі недотримання яких відповідні органи влади мають право вживати відповідних заходів для запобігання їх надходженню на ринок. Нова директива поклала на країни-члени відповідальність за формулювання та застосування відповідних санкцій за порушення національних положень ЄУ та їх виконання. Адміністрація фінансових санкцій мала бути накладена за умисне порушення, спрямоване на отримання фінансової вигоди залученої організації. Директива вимагала, щоб усі держави-члени співпрацювали одна з одною для сприяння правильному застосуванню та виконанню всіх положень директиви у спосіб, який характеризувався обміном інформацією, необхідною для її однакового впровадження.

## Реакція промисловості
Початковою реакцією на директиву з боку виробників електронних рідин було вкладання значних коштів у тестування асортименту їхньої продукції з метою досягнення відповідности директиві. Це виявилося дорогим через:
1. Попит на тестування значно зріс напередодні дати впровадження, що призвело до зростання витрат на базове тестування відповідности е-рідин, оскільки кількість лабораторій була обмеженою та не була превентивною для ринку електронних сигарет.
2. Директива вимагала, щоб кожен варіант відповідної нікотиновмісної електронної рідини також проходив тестування на відповідність. Наприклад, де відповідна електронна рідина мала бути доступною через 20 р мг і 10 мг, для кожної конкретної концентрації нікотину потрібно буде провести два тести на відповідність. Якби існували також відмінності, не пов'язані з нікотином, наприклад у співвідношенні рослинного гліцерину та пропіленгліколю, необхідно було б провести додаткові тести для кожного додаткового співвідношення при кожній відповідній концентрації нікотину.

Поряд із уже завищеною ціною тестування через раптове збільшення попиту, тестування на відповідність партії виявилося дорогим, і галузь прагнула досягти відповідности іншим менш дорогим шляхом.
У 2014 році компанія Ernst & Young повідомила, що понад 73 % споживчого ринку використовували рідини з вмістом нікотину від 1 до 11 мг. Зважаючи на широку споживчу тенденцію до електронних рідин із меншим вмістом нікотину, і оскільки директива стосується лише електронних рідин, що містять нікотин, на відміну від ароматизаторів та інших інгредієнтів, стало зрозуміло, що розбавлення невеликої кількости висококонцентрованого нікотину, який потрібно було б перевірити лише один раз на максимальній концентрації нікотину, було життєздатним і економічно ефективнішим способом відповідности директиві.
По суті, розведення передбачало створення електронної рідини без смаку, що містить нікотин, з максимальною або близькою до максимальної концентрації нікотину, наприклад 20 мг, у пляшці з максимальним об'ємом 10 мл для змішування з більшою пляшкою ароматизованого 0 мг електронної рідини, щоб створити загальну концентрацію електронної рідини, яка відповідатиме найбільш використовуваній концентрації нікотину. Наприклад, при змішуванні 10 мл 18 мг нікотину з 50-мл пляшкою, що містить відповідні ароматизатори, користувач може отримати 60 мл електронної рідини із загальною концентрацією нікотину 3 мг.
Ці маленькі нікотинові пляшечки об'ємом 10 мл, що містять нікотин у високій концентрації, стали відомі як «нікотинові ін'єкції», і ринок адаптувався до визнання цього методу нормою.